# نهر تاين
نهر تاين (بالإنجليزيّة: River Tyne) هو نهر يقع في شمال إنجلترا يبلغ طوله 118 كيلومترًا. يتشكّل من التقاء نهرين إثنين؛ التاين الجنوبي والتاين الشمالي قرب هيكسهام في نورثمبرلاند، حيث ينبع التاين الشمالي من الحدود السكوتلنديّة في نورثمبرلاند، بينما ينبع التاين الجنوبي من كمبريا. يجري النهر نحو الشرق حتى يصب في بحر الشمال.
تمتد مستجمعات مياه نهر تاين بأكملها على مساحة 2,933 كيلومترًا مربعًا، وتحتوي على حوالي 4,399 كيلومترًا من الممرات المائيّة. كما يُعتقد أن النهر موجود منذ حوالي 30 مليون سنة.

## صيانة
لنهر تاين جمعية خيريّة مُكرَّسة لحماية مياهه والمناطق المحيطة به، وهي جمعيّة تاين ريفرز تروست، والتي أُنشئت في عام 2004، وهي منظّمة مجتمعيّة تعمل على تحسين المواطن، وتعزيز فهم أفضل لمنطقة تاين ومستجمعات المياه فيها وبناء سمعة للتاين كمكان للتميّز البيئي.

## معالم سياحية
- جسر تاين
- جسر غيتسهيد ميلينيوم
- سايج غيتسهيد

## صور

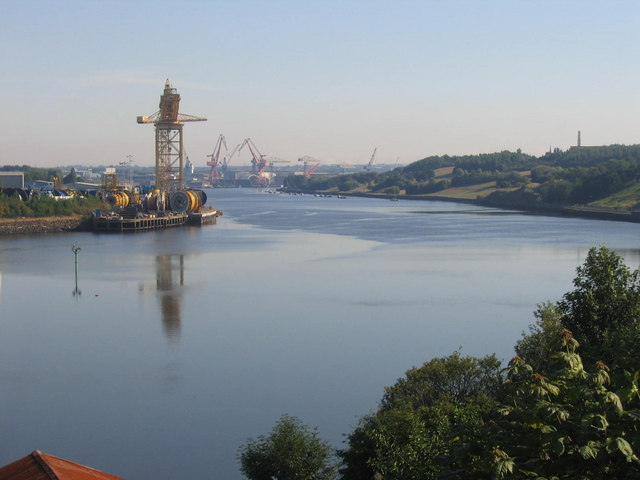
ميناء تاين على النهر
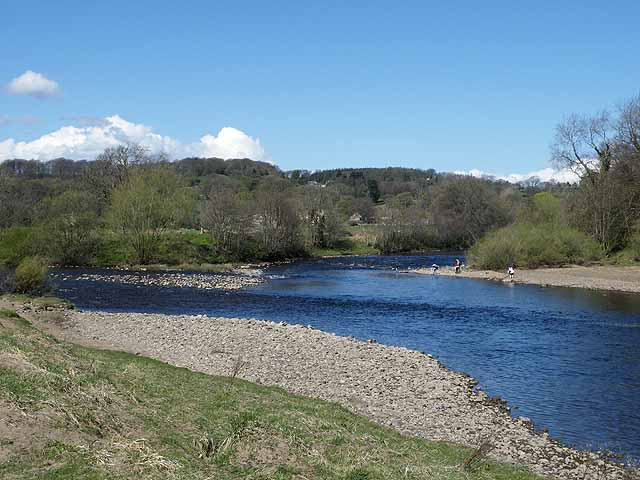
نقطة إلتقاء نهريّ التاين
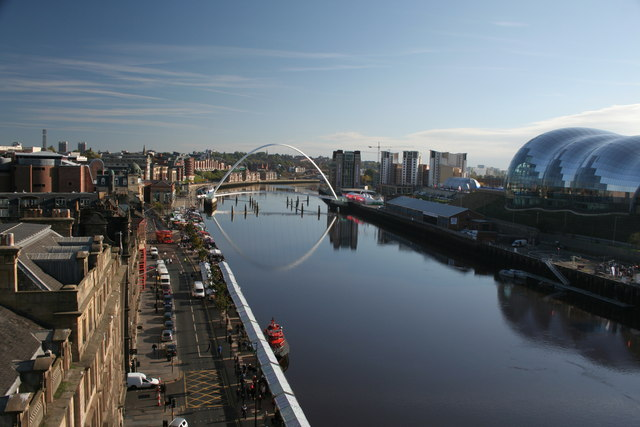
مسرح سايج غيتسهيد

## وصلات خارجية
- جسور على نهر تاين
- رسوم بيانية على الانترنت من تاين، إلى نيوكاسل
- تاين ريفير ترست